# Kakamoéka

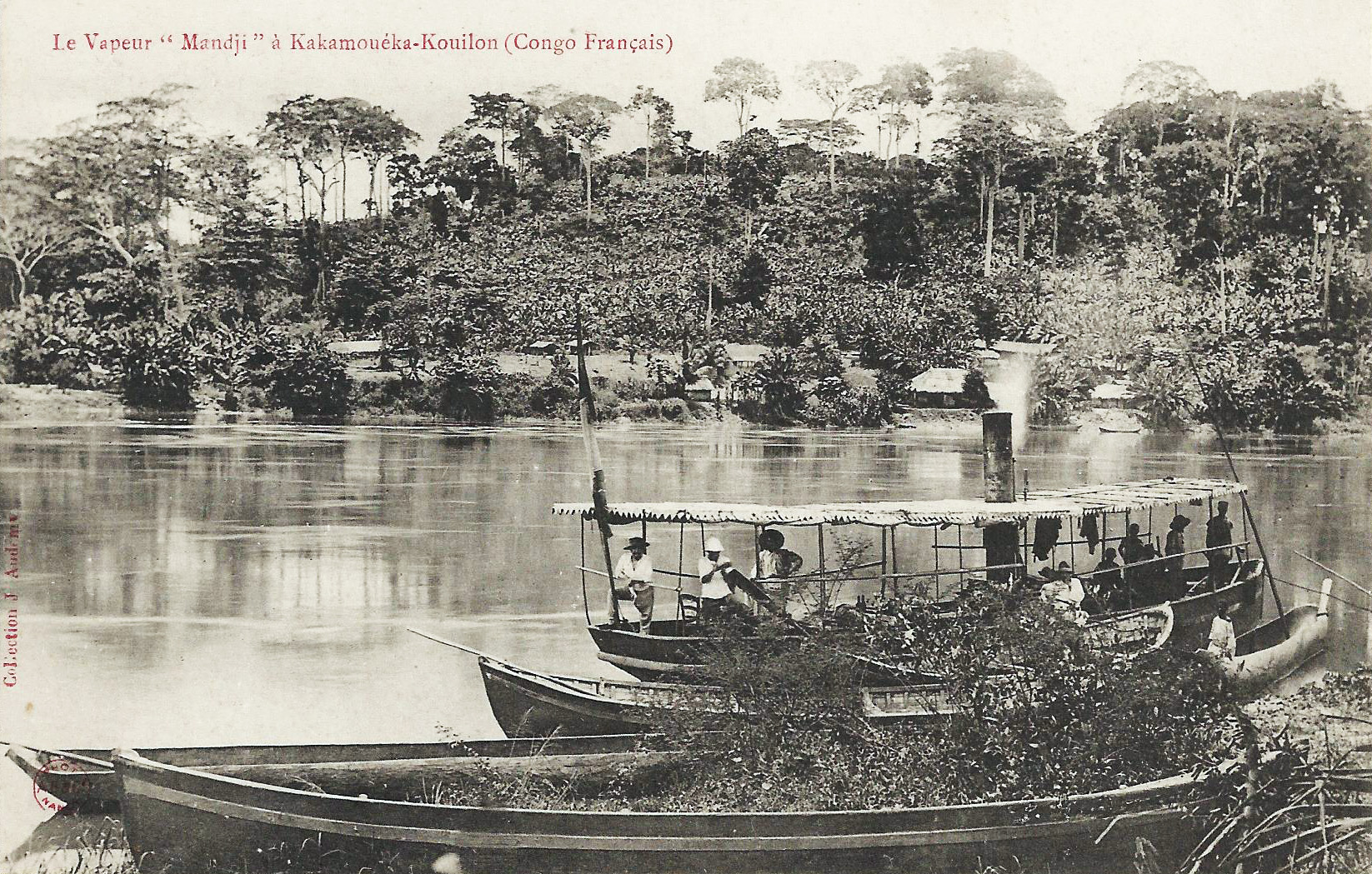
Le vapeur Mandji à Karamouéka-Kouilon (Congo français).

Kakamoeka (s’écrit également Nkakamueka,  Nkakamweka, Nkaakamueeka ou Nkaakamweeka) est une localité de la République du Congo, présente au sud notamment dans le département du Kouilou, et aux environs de Pointe-Noire. Elle est le chef-lieu du district portant ce même nom.
Elle est située dans la forêt du Mayombe, entre le Parc national de Conkouati-Douli et la Réserve de la biosphère de Dimonika, sur la rive droite du fleuve Kouilou.
L'activité principale du village est l'orpaillage, comme  à Dimonica et Les Saras.
Le village est traversé par la route nationale 6.